# Lavernata
Lavernata (in croato Levrnaka), in passato anche Levernaka, Lavernaka o Lovernata, è un isolotto disabitato della Croazia, situato lungo la costa dalmata settentrionale; fa parte delle isole Incoronate. Amministrativamente fa parte del comune di Morter-Incoronate, nella regione di Sebenico e Tenin. Sull'isola sono presenti delle case, ma vengono usate solo d'estate.

## Geografia
L'isolotto, di forma irregolare, ha la sua altezza massima sul monte Grande (Veli vrh) 117,2 m, nella parte nord-ovest; un'altra elevazione che si trova nella sua parte est (Svirac) raggiunge i 95 m. Ha una superficie di 1,84 km² e uno sviluppo costiero di 10,206 km. Si trova ad ovest dell'isola Incoronata, di fronte alla zona archeologica di Torrette (Toreta), attorniato da altri isolotti e scogli. Nella parte sud-est si apre, rivolta a nord, la baia Lavernata (uvala Levrnaka). Un'altra baia si trova dalla parte opposta, rivolta a sud: la baia Lojena.

### Isole adiacenti
- Sussizza[5][10][16] (Sušica), che chiude a nord la baia Lavernata, di forma allungata, misura circa 600 m[3], ha una superficie di 0,058 km²[2], uno sviluppo costiero di 1,24 km[2] e l'altezza è di 17 m[3] 43°49′41″N 15°15′07″E.
- Prisgnago[6][7] (Prišnjak) o Jovargnak[8][9] (Tovarnjak), chiamato anche isolotto del Grande Asino[17], di forma allungata (circa 300 m[3]), a nord, tra la punta nord di Lavernata e l'isola Incoronata; l'isolotto ha una superficie di 0,022 km²[2] e uno sviluppo costiero di 0,69 km[2]. Assieme ad un piccolo scoglio situato 230 m a sud-ovest (hrid Prišnjak), che ha un'area di 77 m²[18], sono anche chiamati scogli Prisgnati[10] 43°50′18″N 15°14′24″E.
- Scogli Obrucian (Obručan Veli e Obručan Mali), a nord-ovest.
- Morto[5][8][9], isola del Morto[19] o Mertvaz[10] (Mrtovac o Mrtvac), di forma triangolare, ha 520 m di lunghezza[3], una superficie di 0,052 km²[2] e uno sviluppo costiero di 1,48 km[2]; si trova a ovest della parte settentrionale di Lavernata 43°49′33″N 15°13′46″E.
- Boronigo (Borovnik), a sud.
- Balon[5][9][20] o Ballon[10] (Balun), ancora più a sud, al di là di Boronigo, a forma di goccia rovesciata, lungo circa 340 m, ha una superficie di 0,052 km²[2], uno sviluppo costiero di 0,92 km[2] e l'altezza di 29 m[3] 43°48′22″N 15°15′15″E.

Proseguendo in direzione sud-est c'è un altro gruppo di isolotti e scogli:
- isola Nuda[21] o Golich[9][20] (Golić), piccolo scoglio (170 m di lunghezza[3]) a nord-ovest di Bisaccia; ha una superficie di 0,011 km²[2], lo sviluppo costiero di 0,43 km[2] e l'altezza di 5,9 m[3] 43°48′48″N 15°16′33″E.
- Bisaccia (Bisaga), a sud-est.
- Pescine[20][22] o Plessina[10] (Plešćina o Plešćenica), lungo 550 m circa[3], ha una superficie di 0,042 km²[2], uno sviluppo costiero di 1,26 km[2] e l'altezza di 27 m[3]; si trova tra Boronigo e Bissaga 43°48′31″N 15°16′12″E.
- Mana, a sud-est.

### Cartografia
- (HR) Mappa topografica della Croazia 1:25000, su preglednik.arkod.hr. URL consultato il 27 febbraio 2017.
- G. Giani, Carta prospettiva delle Comuni censuarie della Dalmazia, foglio 5, 1839. Fondo Miscellanea cartografica catastale, Archivio di Stato di Trieste.
- Carta di cabottaggio del mare Adriatico, foglio VII, Milano, Istituto geografico militare, 1822-1824. URL consultato il 17 febbraio 2017 (archiviato dall'url originale il 13 aprile 2013).